# Dillon Casey
Dillon Casey é um ator e produtor norte-americano nascido no Canadá. Ele é mais conhecido pro interpretar Sean Pierce em Nikita.

## Início da vida
Casey foi criado em Oakville, Ontário. Seu pai, Richard, é um urologista, e sua mãe, Patrice, é uma consultora de imagem. Depois de se formar a partir de Oakville Trafalgar High School, Casey se formou na Universidade McGill com um grau de Bacharel em Ciência em 2005 e recebeu um mestrado em Economia pela Universidade de Toronto.